# マグダレンの祈り
『マグダレンの祈り』（マグダレンのいのり、原題: The Magdalene Sisters）は、ピーター・マラン監督・脚本で2002年に制作されたアイルランド・イギリス合作映画である。原案はジューン・ゴールディングによる同名の回想録であるノンフィクション作品。
この映画は、1996年までアイルランドに実在したマグダレン洗濯所（マグダレン収容施設）を舞台としている。この施設は全国10か所ほどにあり、多くがカトリックの修道院で、1922年のアイルランド自由国の独立とともに国の管理下に置かれたが、修道院としての体裁は変わらなかった。当時のアイルランドで支配的だった厳格なカトリックの戒律に依拠した道徳観に基づき、婚外交渉により身ごもった女性などを強制的に収容していた。
原作者のジューン・ゴールディングは、かつて施設の助産婦をしていた経験があり、収容されていた女性たちの願いによる約束のために回想録を書き上げたという。
2002年のヴェネツィア国際映画祭において金獅子賞を受賞した。
（参照）マグダレン洗濯所
別名、マグダレン収容施設、マグダレン修道院。実際には婚外交渉により身ごもった女性ばかりでなく、堕落する可能性があると恣意的に判断された女性、身寄りのない少女も収容され、食事のみのほとんど無報酬で、軍隊や施設等から集められた洗濯物の洗濯作業を強いられていた。洗濯奉仕作業は罪を洗い流すと意義づけられていたが、女性らは産まれる子供について永久的にその権利を放棄する旨を宣誓書にサインをさせられ、アメリカへ養子縁組と称して有償で里子に出されていて、これらは実際には教会の金儲けが目的であったとみられている。女性らは過酷な労働の中で亡くなっていき、死ぬと人目に立たぬよう施設の敷地内に埋められた。施設を出ていく事も出来たが、出る際は施設での出来事を口外しないよう厳しく口止めされた。1973年には国民投票でカトリックの特別な地位を認める憲法の条文は削除された。また、1970年代に養子縁組は廃止された。しかし、実態が明るみに出ることはなかった。やがて、時とともに施設は徐々に閉鎖され、1993年に人手に渡った施設の敷地内から多数の遺体が発見された事からついに実態が公となった。国家関与もあったことから国民を震撼させるスキャンダルとなった。1996年に施設の最後の１ヶ所が閉鎖され、『マグダレン洗濯所』はすべて消滅した。2013年2月5日マーティン・マカリース上院議員が指揮を執った調査の報告書が公表された。エンダ・ケニー首相が、非人道的行為に国家が関与していた事を正式に謝罪している。

## あらすじ
1964年のある日、マグダレン洗濯所に3人の少女が収容された。従兄弟にレイプされたマーガレット、未婚の母となったローズ、その美貌が男を誘惑すると見なされ、孤児院から送られて来たバーナデット。
彼女たち収容者は、日々洗濯（自分の罪を洗い流すという含意が込められている）などの重労働に従事、私語厳禁、囚人服の様なユニフォームの着用を強制され、監督する修道女や神父の虐待に苦しむ日々が続く。

## キャスト
| 役名                     | 俳優                         | 日本語吹替 |
| ------------------------ | ---------------------------- | ---------- |
| マーガレット             | アンヌ＝マリー・ダフ         | 森永明日夏 |
| バーナデット・マグワイア | ノラ＝ジェーン・ヌーン       | 佐藤あかり |
| ローズ/パトリシア        | ドロシー・ダフィ             | 山川亜弥   |
| クリスピーナ             | アイリーン・ウォルシュ       | 亀井芳子   |
| シスター・ブリジット     | ジェラルディン・マクイーワン | 稲葉まつ子 |
| イーモン                 | イーモン・オーウェンズ       | 鶴博幸     |
| ウーナ・オコナー         | メアリー・ミューレイ         | 奥島和美   |
| ケーティ                 | ブリッタ・スミス             | 磯辺万沙子 |
| シスター・ジュード       | フランシス・ヒーリー         | 安藤麻吹   |
| シスター・クレメンタイン | エイシン・マクギネス         | 竹村叔子   |
| ジョセフィーヌ           | レベッカ・ウォルシュ         | 魏涼子     |
| フィッツロイ神父         | ダニエル・コステロ           | 天田益男   |
| オコナー〈ウーナの父〉   | ピーター・マラン             | 小島敏彦   |

- その他の声の吹き替え：北條文栄／青木誠／佐々木省三／加藤将之／遠藤綾／浅井清己

## 日本語吹き替えスタッフ
- プロデューサー：中嶋唯雄／本松征治
- 字幕翻訳：古田由紀子
- 吹替翻訳：石原千麻
- 録音・調整：長井利親
- 制作担当：小川眞紀子／永吉栄子
- 制作：ムービーテレビジョン